# Maria Kuczyńska
Maria Teresa Kuczyńska (ur. 25 kwietnia 1948 w Elblągu) – polska artystka rzeźbiarka.
W 1965 rozpoczęła studia w Państwowej Wyższej Szkole Sztuk Plastycznych w Gdańsku u Stanisława Horno-Popławskiego, w 1971 obroniła dyplom z wyróżnieniem za zastosowanie rzeźby w architekturze. Po ukończeniu studiów poświęciła się ceramice, rzeźbiarstwu oraz malarstwu i rysunkowi. W 1978 uczestniczyła w Międzynarodowym Konkursie Ceramiki Artystycznej w Faenzy, zdobyła tam złoty medal, a rok później Grand Prix. Od 1983 mieszkała w Australii, gdzie tworzyła rzeźby plenerowe, które znajdują się w Melbourne, Sydney i w innych miastach. Stworzona w latach 1993–1994 monumentalna grupa rzeźbiarska autorstwa Marii Teresy Kuczyńskiej zdobi portal Australijskiego Sądu Rodzinnego. Twórczość artystki była wielokrotnie wystawiana i nagradzana, w 1992 była to Nagroda Departamentu Sztuki i Zabytków Miasta Adelajda. Dwa lata później zdobyła Grand Prix podczas organizowanego w berlińskiej Akademie der Künste Konkursu im. Daniela Chodowieckiego. W połowie lat 90. XX wieku artystka postanowiła powrócić do ojczyzny, w 2001 wykładała w Instytucie Szkła i Ceramiki w Höhr-Grenzhausen. Kolejne nagrody zdobyte przez Marię Teresę Kuczyńską to Gryf Pomorski w 2001, nagroda na konkursie Antoine Bourdelle'a rok później i Nagroda Muzy Sopockiej w 2003. Również w 2003 artystka miała wystawę indywidualną w paryskim Muzeum Bourdelle’a, a rok później Sydney National Gallery zaprosiło ją, aby swoją rzeźbą ceramiczną reprezentowała miasto Sydney w Parku Olimpijskim w Atenach.
Artystka jest członkiem Międzynarodowej Akademii Ceramiki w Genewie, założyła Stowarzyszenie „Artyści Sopotu”.
Z listy Platformy Obywatelskiej w 2006 i 2010 była wybierana na radną Sejmiku Województwa Pomorskiego. Przewodniczyła Komisji Nauki, Edukacji, Kultury i Sportu oraz działała w Komisji Współpracy Międzyregionalnej i Zagranicznej. W 2014 bez powodzenia ubiegała się o reelekcję.